# Tercera División B de Chile 2025
El Campeonato Nacional de Tercera División B 2025, también conocido como «Copa Diario La Cuarta Tercera División B 2025», es la 38.° edición de la quinta categoría del fútbol chileno, y que lo organiza la Asociación Nacional de Fútbol Amateur (ANFA).

## Sistema

### Formato
Los 27 equipos, los cuales serán divididos en dos grupos: uno de 14 y otro de 13 clubes. Cada grupo tendrá un ganador, quienes no solo ascenderán directamente a la Tercera División A, para la temporada 2026; sino que también definirán al campeón en una final. Los segundos y terceros de cada grupo, accederán al Play-off por 2 cupos en la Liguilla de Promoción, para enfrentar a 2 equipos de la Tercera División A. Por su parte, los dos últimos lugares de cada grupo perderán la categoría.

### Orden
El orden de clasificación de los equipos, se determinaría, en una tabla de cómputo general de la siguiente manera:
- La mayor cantidad de puntos.

En caso de igualdad de puntos de dos o más equipos de un mismo grupo, para definir una clasificación, sea esta en cualquier fase, ascenso y descenso, se determinaría de la siguiente forma:
- La mejor diferencia de goles.
- La mayor cantidad de goles marcados.
- La mayor cantidad de partidos ganados.
- La mayor cantidad de goles marcados como visita.
- El que hubiera acumulado mayor puntaje en los enfrentamientos que se efectuaron entre los clubes que se encuentran en la situación de igualdad.
- En caso de persistir la igualdad, se desarrollaría un partido único en cancha neutral, determinada por la División (Art. 182 y 189 del Reglamento ANFA).

En el campeonato se observará el sistema de puntos, de acuerdo a la reglamentación de la Internacional F.A. Board, asignándose tres puntos, al equipo que resulte ganador; un punto, a cada uno en caso de empate y cero puntos, al equipo perdedor.

## Postulantes
| Equipo                    | Ciudad          | Región             |
| ------------------------- | --------------- | ------------------ |
| 11 de Septiembre          | Arica           | Arica y Parinacota |
| Audax Italiano de Paipote | Copiapó         | Atacama            |
| Deportes Ovalle           | Ovalle          | Coquimbo           |
| Quilpué Unido             | Quilpué         | Valparaíso         |
| Internacional             | Renca           | Metropolitana      |
| Juventud Pirque           | Pirque          | Metropolitana      |
| Rodelindo Román           | San Joaquín     | Metropolitana      |
| Corporación Vial          | Concepción      | Biobío             |
| Nacimiento                | Nacimiento      | Biobío             |
| Araucano Unido            | Padre Las Casas | Araucanía          |

     Postulación aceptada
     Postulación rechazada
| 1. |

## Relevos
| Pos.  | a Tercera División A |
| ----- | -------------------- |
| 1.°   | Aguará               |
| 2.°   | Quintero Unido       |
| 3.°   | Lota Schwager        |
| Prom. | Malleco Unido        |
| Adm.  | Naval                |

| Pos. | a Tercera División B |
| ---- | -------------------- |
| 13.º | Iberia               |
| 14.º | Unión Compañías      |
| Adm. | Deportes Valdivia    |

| Pos. | a Tercera División B |
| ---- | -------------------- |
| 5    | Equipos aceptados    |

| Pos. | a Asociación de Origen |
| ---- | ---------------------- |
| 11.º | Coliseo                |
| 12.º | Conchalí               |
| 11.º | San Bernardo Unido     |
| 12.º | Deportes Pirque        |
| 11.º | Deportes Tomé          |
| 12.º | Independiente          |
| Ret. | Buenos Aires           |
| Ret. | Adriana Cousiño        |
| Ret. | Deportivo Meza         |
| Ret. | Iberia                 |
| Adm. | Deportivo La Granja    |
| Adm. | Municipal María Pinto  |

## Localización
| \| Equipo \| Región \| Ciudad \| \| ------------------------- \| ------------- \| ------------------- \| \| Audax Italiano de Paipote \| Atacama \| Copiapó \| \| CEFF Copiapó \| Atacama \| Copiapó \| \| Deportes Vallenar \| Atacama \| Vallenar \| \| Municipal Ovalle \| Coquimbo \| Ovalle \| \| Unión Compañías \| Coquimbo \| La Serena \| \| Atlético Oriente \| Metropolitana \| Lo Barnechea \| \| Cajón del Maipo \| Metropolitana \| San José de Maipo \| \| Cultural Maipú \| Metropolitana \| Maipú \| \| Curacaví FC \| Metropolitana \| Curacaví \| \| Ferroviarios \| Metropolitana \| Santiago Centro \| \| Futuro FC \| Metropolitana \| Peñalolén \| \| Gol y Gol \| Metropolitana \| Pedro Aguirre Cerda \| \| Internacional \| Metropolitana \| Renca \| \| Julio Covarrubias \| Metropolitana \| Padre Hurtado \| \| Provincial Talagante \| Metropolitana \| Talagante \| \| Rodelindo Román \| Metropolitana \| San Joaquín \| \| Tricolor Municipal \| Metropolitana \| Paine \| \| Deportes Rancagua \| O'Higgins \| Rancagua \| \| Rancagua Sur \| O'Higgins \| Rancagua \| \| Pumanque \| O'Higgins \| Pumanque \| \| Deportes Laja \| Biobío \| Laja \| \| Nacimiento \| Biobío \| Nacimiento \| \| República Independiente \| Biobío \| Hualqui \| \| Araucano Unido \| Araucanía \| Padre Las Casas \| \| Deportivo Pilmahue \| Araucanía \| Villarrica \| \| Deportes Valdivia \| Los Ríos \| Valdivia \| \| Municipal Paillaco \| Los Ríos \| Paillaco \| |               |                     |
| Equipo | Región        | Ciudad              |
| Audax Italiano de Paipote | Atacama       | Copiapó             |
| CEFF Copiapó | Atacama       | Copiapó             |
| Deportes Vallenar | Atacama       | Vallenar            |
| Municipal Ovalle | Coquimbo      | Ovalle              |
| Unión Compañías | Coquimbo      | La Serena           |
| Atlético Oriente | Metropolitana | Lo Barnechea        |
| Cajón del Maipo | Metropolitana | San José de Maipo   |
| Cultural Maipú | Metropolitana | Maipú               |
| Curacaví FC | Metropolitana | Curacaví            |
| Ferroviarios | Metropolitana | Santiago Centro     |
| Futuro FC | Metropolitana | Peñalolén           |
| Gol y Gol | Metropolitana | Pedro Aguirre Cerda |
| Internacional | Metropolitana | Renca               |
| Julio Covarrubias | Metropolitana | Padre Hurtado       |
| Provincial Talagante | Metropolitana | Talagante           |
| Rodelindo Román | Metropolitana | San Joaquín         |
| Tricolor Municipal | Metropolitana | Paine               |
| Deportes Rancagua | O'Higgins     | Rancagua            |
| Rancagua Sur | O'Higgins     | Rancagua            |
| Pumanque | O'Higgins     | Pumanque            |
| Deportes Laja | Biobío        | Laja                |
| Nacimiento | Biobío        | Nacimiento          |
| República Independiente | Biobío        | Hualqui             |
| Araucano Unido | Araucanía     | Padre Las Casas     |
| Deportivo Pilmahue | Araucanía     | Villarrica          |
| Deportes Valdivia | Los Ríos      | Valdivia            |
| Municipal Paillaco | Los Ríos      | Paillaco            |

| Equipos de Santiago |
| --- |
| Atlético Oriente Ferroviarios Futuro FC Gol y Gol Cultural Maipú Julio Covarrubias Internacional Rodelindo Román Ubicación de los clubes del Gran Santiago |

| Equipos de la Región Metropolitana                                                                                                 |
| --- |
| Cajón del Maipo Tricolor Municipal Provincial Talagante Curacaví FC Ubicación de los clubes de la Región Metropolitana de Santiago |

| Equipos de la Región del Biobío                                                                  |
| ------------------------------------------------------------------------------------------------ |
| República Independiente Deportes Laja Nacimiento Ubicación de los clubes de la Región del Biobío |

## Información
| Equipo                    | Entrenador          | Estadio                   | Capacidad | Proveedor        | Auspiciador          |
| ------------------------- | ------------------- | ------------------------- | --------- | ---------------- | -------------------- |
| Araucano Unido            | Mauro Astrada       | El Alto                   | 1.500     | Revolución       | Mayorista M&M        |
| Atlético Oriente          | Agustín Salvatierra | Municipal de Lo Barnechea | 2.500     | Acerbis          | Sabro Sushi          |
| Audax Italiano de Paipote | Nelson Cossio       | Luis Valenzuela           | 8.000     | Artex            |                      |
| Cajón del Maipo           | Michael Ríos        | Juventud Maitenes         | 300       | Health & Fitness | ERO                  |
| CEFF Copiapó              | Carlos Rojas        | Luis Valenzuela           | 8.000     | Donnely          | Atlantic Sushi       |
| Cultural Maipú            | Andrés González     | Santiago Bueras           | 4.000     | KS7              | Crea Impresión       |
| Curacaví FC               | Francisco Michea    | Olímpico Cuyuncaví        | 1.500     | Training         |                      |
| Deportes Laja             | Ricardo Tapia       | Facela                    | 3.000     | In-House         | CMPC                 |
| Deportes Rancagua         | Rodrigo Pérez       | Guillermo Saavedra        | 2.000     | Cele Side        | Vicmar Minera        |
| Deportes Valdivia         | Álvaro Alfaro       | Félix Gallardo            | 4.000     | OneFit           | Colún                |
| Deportes Vallenar         | Ricardo Fuentes     | Nelson Rojas              | 4.975     | KS7              | Guacolda             |
| Ferroviarios              | Luis Muñoz          | Arturo Rojas              | 336       | In-House         | MSV                  |
| Futuro FC                 | Gerardo Febrero     | Municipal de Peñalolén    | 3.000     | Macron           | RG Music             |
| Gol y Gol                 | Lexter Lacroix      | La Marina                 | 1.350     | Titan            | Chile Astros         |
| Internacional             | Jairo Zamorano      | Municipal de Renca        | 1.000     | Free Kick        |                      |
| Julio Covarrubias         | Marcelo Miranda     | Los Jardines              | 200       | Guerrieri        | Tais Manualidades    |
| Municipal Ovalle          | Juan Ahumada        | Diaguita                  | 5.160     | In-House         | Riquísimo Restaurant |
| Municipal Paillaco        | Pedro González      | Municipal de Paillaco     | 860       | Olymphus         | Schwencke            |
| Nacimiento                | Ricardo Viveros     | Municipal de Nacimiento   | 1.200     | OneFit           | CMPC                 |
| Pilmahue                  | Luis Caro           | Matías Vidal              | 3.000     | Ocapa            |                      |
| Provincial Talagante      | Esteban Pino        | Lucas Pacheco             | 2.883     | Playmaker        |                      |
| Pumanque                  | Diego Miranda       | Municipal de Pumanque     | 928       | In-House         | Nilahue Inversiones  |
| Rancagua Sur              | Claudio Aguero      | Patricio Mekis            | 2.000     | STI              | Green World          |
| República Independiente   | Juan Higueras       | Municipal de Hualqui      | 1.200     | Forza            | CMPC                 |
| Rodelindo Román           | Juan Guzmán         | Municipal de San Joaquín  | 3.515     | KS7              | La Piccola Italia    |
| Tricolor Municipal        | Daniel Leyton       | Municipal de Paine        | 2.500     | Corur            | Casas Laguna         |
| Unión Compañías           | Luis Musrri         | La Portada                | 18.500    | Beyka            | Aguirre Group        |

## Fase Zonal
Los 27 equipos están divididos en 2 grupos: Zona Norte con 14 equipos y Zona Sur con 13 equipos.

### Clasificación
Asciende a la Tercera División A.
     Accede a la Promoción.
     Desciende a su Asociación de Origen.

#### Zona Norte
| Pos. | Equipo                    | Pts. | PJ | G  | E | P  | GF | GC | Dif. |  |
| ---- | ------------------------- | ---- | -- | -- | - | -- | -- | -- | ---- |  |
| 1    | Futuro FC                 | 45   | 18 | 14 | 3 | 1  | 35 | 7  | +28  |  |
| 2    | Atlético Oriente          | 39   | 18 | 12 | 3 | 3  | 35 | 13 | +22  |  |
| 3    | Deportes Vallenar         | 39   | 18 | 13 | 0 | 5  | 46 | 28 | +18  |  |
| 4    | Curacaví FC               | 37   | 18 | 12 | 1 | 5  | 39 | 21 | +18  |  |
| 5    | Cultural Maipú            | 31   | 18 | 9  | 4 | 5  | 31 | 24 | +7   |  |
| 6    | Audax Italiano de Paipote | 28   | 18 | 8  | 4 | 6  | 34 | 26 | +8   |  |
| 7    | Provincial Talagante      | 28   | 18 | 8  | 4 | 6  | 32 | 26 | +6   |  |
| 8    | Julio Covarrubias         | 28   | 18 | 8  | 4 | 6  | 28 | 32 | −4   |  |
| 9    | Unión Compañías           | 24   | 18 | 7  | 3 | 8  | 37 | 30 | +7   |  |
| 10   | CEFF Copiapó              | 23   | 18 | 7  | 2 | 9  | 28 | 31 | −3   |  |
| 11   | Municipal Ovalle          | 20   | 18 | 5  | 5 | 8  | 33 | 29 | +4   |  |
| 12   | Internacional             | 10   | 18 | 2  | 4 | 12 | 12 | 40 | −28  |  |
| 13   | Gol y Gol                 | 5    | 18 | 1  | 2 | 15 | 12 | 53 | −41  |  |
| 14   | Ferroviarios              | 1    | 18 | 0  | 1 | 17 | 11 | 53 | −42  |  |

Actualizado a los partidos jugados el 17 de agosto de 2025.
 Fuente: Tercera División

#### Zona Sur
| Pos. | Equipo                  | Pts. | PJ | G  | E | P  | GF | GC | Dif. |  |
| ---- | ----------------------- | ---- | -- | -- | - | -- | -- | -- | ---- |  |
| 1    | Rodelindo Román         | 37   | 17 | 11 | 4 | 2  | 24 | 13 | +11  |  |
| 2    | Deportes Rancagua       | 36   | 16 | 10 | 6 | 0  | 37 | 13 | +24  |  |
| 3    | Deportes Laja Histórico | 27   | 16 | 8  | 3 | 5  | 24 | 20 | +4   |  |
| 4    | Deportes Valdivia       | 26   | 17 | 8  | 2 | 7  | 28 | 27 | +1   |  |
| 5    | Municipal Paillaco      | 25   | 17 | 7  | 4 | 6  | 31 | 28 | +3   |  |
| 6    | Tricolor Municipal      | 24   | 17 | 7  | 3 | 7  | 23 | 24 | −1   |  |
| 7    | Pilmahue                | 23   | 16 | 7  | 2 | 7  | 22 | 19 | +3   |  |
| 8    | Pumanque                | 22   | 17 | 6  | 4 | 7  | 21 | 27 | −6   |  |
| 9    | Rancagua Sur            | 19   | 16 | 5  | 4 | 7  | 21 | 22 | −1   |  |
| 10   | República Independiente | 18   | 16 | 5  | 3 | 8  | 23 | 32 | −9   |  |
| 11   | Nacimiento              | 18   | 17 | 6  | 0 | 11 | 19 | 29 | −10  |  |
| 12   | Cajón del Maipo         | 16   | 17 | 4  | 4 | 9  | 25 | 28 | −3   |  |
| 13   | Araucano Unido          | 12   | 17 | 3  | 3 | 11 | 8  | 24 | −16  |  |

Actualizado a los partidos jugados el 16 de agosto de 2025.
 Fuente: Tercera División

## Estadísticas

### Goleadores

#### Zona Norte
Actualizado el: 19 de agosto de 2025

Fuente: Tercera División
| Jugador           | Equipo                    | Goles |
| ----------------- | ------------------------- | ----- |
| Martín Garrido    | Cultural Maipú            | 14    |
| Sergio León       | Audax Italiano de Paipote | 14    |
| Camilo Rojas      | CEFF Copiapó              | 14    |
| Luis Rodríguez    | Deportes Vallenar         | 13    |
| Bastián Duarte    | Deportes Vallenar         | 13    |
| Jan Ponce         | Unión Compañías           | 13    |
| Antonio Villagrán | Curacaví FC               | 11    |

#### Zona Sur
Actualizado el: 19 de agosto de 2025

Fuente: Tercera División
| Jugador         | Equipo                  | Goles |
| --------------- | ----------------------- | ----- |
| Rony Albornoz   | Deportes Rancagua       | 11    |
| Diego Chavez    | Deportes Laja Histórico | 8     |
| Marcos Cárdenas | Municipal Paillaco      | 8     |
| Jesús Moncada   | Tricolor Municipal      | 8     |
| Marco Araya     | Deportes Rancagua       | 7     |
| Mateo Toro      | República Independiente | 7     |
| Pablo Araya     | Deportes Valdivia       | 6     |
| Juan Cofré      | Tricolor Municipal      | 6     |

## Entrenadores
| Equipo            | Entrenador      | Período          |
| ----------------- | --------------- | ---------------- |
| Cajón del Maipo   | Jorge Pérez     | 1.° – 6.°        |
| Cajón del Maipo   | Michael Ríos    | 7.° en adelante  |
| Pumanque          | Christian Muñoz | 1.° – 15.°       |
| Pumanque          | Diego Miranda   | 16.° en adelante |
| Deportes Valdivia | Vicente Kalleg  | 1.° – 15.°       |
| Deportes Valdivia | Álvaro Alfaro   | 16.° en adelante |